# Kareem Maddox
Kareem Alan Maddox (ur. 9 grudnia 1989 w Oak Park) – amerykański koszykarz, występujący na pozycji skrzydłowego.
Reprezentant Stanów Zjednoczonych w koszykówce 3x3 mężczyzn – z amerykańską kadrą w 2019 zdobył mistrzostwo świata w tej odmianie koszykówki.
26 lipca 2016 został zawodnikiem Miasta Szkła Krosno.

## Osiągnięcia
Stan na 26 czerwca 2019, na podstawie, o ile nie zaznaczono inaczej.
NCAA
- Uczestnik turnieju NCAA (2011)
- Mistrz sezonu regularnego Ivy League (2011)
- Defensywny Zawodnik Roku Ivy League (2011)
- Zaliczony do I składu Ivy League (2011)

Drużynowe
- Mistrz USA w koszykówce 3×3 (2018, 2019[1])
- Wicemistrz Anglii (2013)

Indywidualne
- MVP:
  - miesiąca BBL (listopad 2012, luty 2013)
- Zaliczony do:
  - I składu:
    - BBL (2013)
    - defensywnego BBL (2013)
    - tygodnia BBL (3, 7, 12, 14, 15, 23, 30 – 2012/13)

  - składu Honorable Mention tygodnia (11, 13, 21, 22, 25 – 2012/13)

Reprezentacja
- Mistrz świata w koszykówce 3×3 (2019[1])
- złoty medal igrzysk panamerykańskich (2019)[4]